# Дан шале
Дан шале се у многим земљама обиљежава 1. априла. Тог дана људи једни другима праве безопасне смицалице и објављују лажне новости, с циљем да их доведу у смијешан положај. Направљена шала је првоаприлска шала, а онај који прави смицалицу у тренутку објављивања смицалице узвикује Априли-ли. У неким земљама, као у Уједињеном Краљевству, Аустралији и Јужноафричкој Републици, подвале се праве само до поднева, а онај ко их направи послије подне назива се априлском будалом (енглески April Fool). У многим другим земљама смицалице се праве током цијелог дана.

## Поријекло
Најранија повезаност између датума 1. априла и прављења смицалица јавља се у Чосеровим Кантерберијским причама из 1392. године.
По једној верзији тумачења, 1. април као Дан шале настао је када је у 16. вијеку помјерен дан Нове године са 25. марта на 1. јануар. До тада се у многим европским градовима Нова година обиљежавала 25. марта, а славље је трајало седам дана, односно до 1. априла. Према том тумачењу, они који су прихватили нови датум као дан Нове године збијали су шале са онима који су га и даље обиљежавали до 1. априла.
У 18. вијеку се за овај дан сматрало да води поријекло још од библијске личности Ноја. Према чланку из једних енглеских новина објављеном 1789. године, тог датума је Ноје први пут послао голубицу, прерано.

## Познате смицалице
- Берба шпагета: Панорама, телевизијска емисија на Би-Би-Сију, 1957. године је објавила познату првоаприлску шалу о томе како Швајцарци врше бербу шпагета са дрвета. Прилог је говорио о томе како је коначно искоријењен напасник шпагетни жижак. Велики број гледалаца се јављао уредништву како би сазнали за могућности да сами узгајају своје шпагете.
- Хамбургери за љеворуке: 1998. године Бургер Кинг је у САД објавио рекламу о хамбургерима за љеворуке, који су направљени тако да им садржај цури с десне стране.
- Сан Сериф: Гардијан је у свом додатку 1977. године објавио чланак који је похвално писао о овом измишљеном одмаралишту, о његова два острва (Аперкејс и Лоуеркејс), о његовом главном граду (Бодони) и о његовом вођи (Генерал Пика). Заинтересовани читаоци су били разочарани када су сазнали да су сва мјеста измишљена, а да су њихова имена узета као термини из типографије.

## Истинити догађаји 1. априла
Неки шокантни догађаји су се заиста дешавали 1. априла, па би често били прихватани са невјерицом:
- Иран је 1979. године прогласио 1. април Даном републике. До данашњег дана многи не вјерују да је то стварни празник.
- У данском граду Албертслунду 2009. године је једна школа замало изгорела до темеља јер ватрогасци нису вјеровали да су прва два позива била права.